# 保罗·吉尔伯特
保罗·布兰登·吉尔伯特（英語：Paul Brandon Gilbert，1966年11月6日—）是一名美國吉他手。其出名的作品有早期与神秘競速者以及大先生乐队合作的作品，以及後來的乐器演奏唱片。他目前的妻子是日裔的Emi，其自2007年起以键盘手的身分跟随保罗一起做巡回演出。

## 影响以及风格
谈及对其的影响，保罗提及过多个艺术家及团体，包括東尼·艾歐密、Alex Lifeson、吉米·佩奇、Robin Trower、犹大圣徒、Akira Takasaki、吉米·亨德里克斯、Kiss合唱团、范·海伦、Randy Rhoads以及雷蒙斯合唱团。他也十分喜爱沙滩男孩以及披头四乐队。他在Space Ship 现场版DVD中曾指出过乔治·哈里森是他最喜爱的吉他演奏家之一。吉他世界杂志将保罗列为世界上演奏速度最快的50位吉他手之一，入选的包括Buckethead、Eddie Van Halen以及Yngwie Malmsteen这样的传奇人物。